# Marededeu de Veciana
La Marededeu de Veciana és una escultura en fusta d'àlber policromada que data del segle xiii, i exposada al Museu Episcopal de Vic. L'obra és una representació de la Mare de Déu amb l'Infant assegut a la falda, que respon al model tradicional del romànic de l'època.

## Procedència
L'escultura de la Mare de Déu procedeix de l'església de Santa Maria de Veciana, edifici que està datat del segle xii i està situat sobre un turó pròxim la població de Veciana a la comarca de l'Anoia. L'església és d'arquitectura romànica, consta d'una única nau amb un absis semicircular. Al presbiteri es troba una reproducció de la Marededeu de Veciana col·locada l'any 1988. La imatge romànica original de Santa Maria va ser traslladada al Museu Episcopal de Vic l'any 1893.

## Descripció
La imatge es presenta asseguda en un tron, en referència al tron de Salomó, que és una iconografia clàssica de la Sedes sapientiae (llatí: 'seu de la saviesa (divina)') concepte de l'art cristià derivat de les Lletanies lauretanes. En aquesta escultura en concret, la imatge del Nen es troba asseguda sobre del genoll dret de la seva mare, cosa poc habitual, ja que era normal que estigués assegut en el centre de la falda o sobre la cama esquerra. Tots dos estan coronats i les restes de policromia deixen veure que la Verge llueix un mantell de color blau, mentre que la túnica presenta un color vermellós.

## Anàlisi formal
La imatge de la Marededeu de Santa Maria de Veciana és una escultura exempta de petites dimensions que va ser realitzada per un escultor anònim durant el segle xiii amb la tècnica de la talla sobre fusta d'àlber policromada. La Mare de Déu apareix asseguda en un tron decorat amb dues petites columnes a cada costat. Té el cap cobert amb una toca que li arriba fins a les espatlles i que es subjecta amb una corona. La mà dreta està situada al damunt de la seva falda en actitud de beneir, mentre que a l'esquerra sosté una esfera terrestre. Va vestida amb una túnica de color vermellós i un mantell de color blau que li cobreix una de les espatlles. Du unes sabates punxegudes de color blavós. El Nen Jesús porta una corona i va vestit amb una túnica i un mantell del mateix color vermellós que la seva mare. L'actitud de beneir amb la mà dreta i el llibre tancat a l'esquerra ens recorda la forma del Pantocràtor. Una cosa que crida l'atenció d'aquesta imatge és la posició del nen que està situat sobre del genoll dret de la seva mare, al contrari de la resta d'imatges més tradicionals d'aquest estil en què la col·locació de l'Infant es localitza al bell mig de la falda o sobre del genoll esquerre de la Mare de Déu.
Totes dues imatges presenten les característiques pròpies del llenguatge escultòric romànic: frontalitat, hieratisme, simetria, ulls ametllats, vestits amb plecs geometritzats, restes de policromia de color vermell i blau. Ara bé, la cronologia del segle xiii i aquesta manera de representar el nen Jesús a la part dreta de la falda de la verge Maria ens indiquen una evolució estilística de les imatges de les marededeus romàniques cap a les noves tipologies gòtiques que arriben a Catalunya als inicis d'aquest segle.
La verticalitat és la línia predominant de la composició de la Marededeu de Santa Maria de Veciana, la qual cosa proporciona un ritme de repòs i un equilibri estable. La llum és natural, provinent, sobretot, de la seva policromia rogenca i blavosa. Aquesta talla escultòrica presenta una atemporalitat per la forma de representar un tema transcendent com és el de la Mare de Déu entronitzada i sedent del seu fill al cel. L'obra mostra unes textures rugoses, mats i dures mitjançant la presència dels plecs geometritzats i el material emprat per a la seva execució. La policromia sobre la fusta es fa a partir de preparació d'estucats i teles que permeten una millor penetració del pigment i redueixen l'impacte de les vetes de la fusta.

## Temàtica
La Marededeu de Veciana és de temàtica i simbolisme clarament religiós, perquè la seva iconografia està basada en la representació de la Mare de Déu sedent, amb el fill sobre el seu genoll dret, en actitud de beneir. La talla presenta la imatge romànica de la Mare de Déu com a Saedes Sapientiae, és a dir, com a Tron de la Saviesa que sosté el Nen Jesús. Aquest adopta l'actitud de Crist – Jutge que apareix a l'escena del Judici Final: fa el senyal característic de la benedicció i aguanta un llibre, símbol del Nou Testament. La Mare de Déu du a la mà l'esfera terrestre que simbolitza l'univers com a signe de la perfecció i del poder diví. Des del punt de vista del significat es tracta d'una obra de temàtica figurativa i al·legòrica de la Mare de Déu sedent amb el seu fill a la falda beneint com a Crist – Jutge, igual que en el Judici Final. Des de l'any 1893 aquesta escultura s'exposa al Museu Episcopal de Vic i com ja hem observat anteriorment, és una de les poques imatges en què l'Infant seu sobre la cama dreta de la Verge Maria, al contrari de la majoria d'imatges de les marededeus romàniques, que ho fan sobre la cama esquerra o al centre de la falda, com les marededeus de Ger, de Núria o de Montserrat amb les que podríem establir similituds i diferències.
La funció de la Marededeu de Veciana és una obra de localització decorativa perquè decorava l'absis principal de l'església romànica de Santa Maria de Veciana, situada a la comarca de l'Anoia, i també de funció religiosa i didàctica del missatge triomfal sobre el pecat i la mort. Es refereix a la funció del Crist – Jutge que apareix a l'escena de l'Apocalipsi de Sant Joan, suportat pel tron celestial de la seva mare, Saedes Sapientiae, és a dir, com a Tron o Seu de Saviesa. Per tant, aquesta imatge de la Marededeu de Veciana, igual que les imatges de totes les esglésies romàniques deuria tenir molt més efecte sobre els fidels que les paraules en llatí dels capellans, llengua culta que la gent del poble no entenia. Per això, el romànic va ser una forma artística que no dubtava en sacrificar el realisme per tal d'aconseguir un determinat efecte expressiu o per fer més entenedor el missatge que volia difondre.

## Models i influències
L'execució d'aquesta imatge correspon al segle xiii i, molt probablement, l'artesà anònim que la va esculpir devia rebre influències dels tallers romans d'Orient a Itàlia. La imatge de la Mare de Déu entronitzada amb l'Infant Jesús és pròpia de l'art romà d'Orient i ja havia estat conreada pels artistes romànics del segle xii.